# Sallaz (métro de Lausanne)
Pour les articles homonymes, voir Sallaz.
Sallaz est une station de métro de la ligne M2 du métro de Lausanne, située place de la Sallaz dans le quartier Sallaz/Vennes/Séchaud, à Lausanne, capitale du canton de Vaud. Elle dessert notamment le quartier éponyme, le collège de la Sallaz, les studios de radio de la RTS et l'usine d'incinération Tridel.
Mise en service en 2008, elle a été conçue par le cabinet d'architecture CCHE Architectes.
C'est une station, équipée d'un ascenseur, qui est accessible aux personnes à mobilité réduite.

## Situation sur le réseau
Établie à 610 mètres d'altitude, la station Sallaz est établie au point kilométrique (PK) 4,153 de la ligne M2 du métro de Lausanne, entre les stations CHUV (direction Ouchy-Olympique) et  Fourmi (direction Croisettes).

## Histoire
Comme toute la partie nord de la ligne, les travaux de construction de la station débutent en 2004 et elle est mise en service le 27 octobre 2008, lors de l'ouverture à l'exploitation de la ligne M2. Son nom a pour origine la place de la Sallaz qu'elle dessert. Elle est réalisée par le cabinet d'architecture CCHE Architectes, qui ont dessiné une station en surface couverte, encadrée par des immeubles dans un quartier en pleine rénovation.
En 2012, elle était la cinquième station la plus fréquentée de la ligne, avec 1,950 million de voyageurs ayant transité par la station.

## Service des voyageurs

### Accès et accueil
La station est accessible par le toit par deux accès dont un ascenseur donnant sur l'unique quai. Cette configuration ne nécessite pas d'escaliers mécaniques et lui permet d'accessible aux personnes à mobilité réduite. Elle dispose, fait unique sur la ligne d'un seul et unique quai central, équipé de portes palières, encadré par les deux voies.

### Desserte
La station Sallaz est desservie tous les jours de la semaine, la ligne fonctionnant de 5 h 15 à 0 h 45 du matin (1 h du matin les vendredis et samedis soir) environ, par l'ensemble des circulations qui parcourent la ligne, en intégralité ou de Lausanne-Gare à Sallaz uniquement. Les fréquences varient entre 2,5 et 7,5 minutes selon le jour de la semaine,. La station est fermée en dehors des heures de service de la ligne.

### Intermodalité
Des correspondances sont possibles avec les lignes de trolleybus et de bus des TL 6, 41 et 42, ainsi qu'avec les lignes 360 et 365 de CarPostal.
La station est à la limite entre les zones 11 et 12 de la communauté tarifaire Mobilis.